# نائب فاعل
نائب الفاعل[ملاحظة:1] في النحو العربي هو اسم مرفوع أو في محلّ رفع، يأتي بعد فعل تام متصرف مبني للمجهول فيسند إليه، ويحل محل الفاعل الذي حُذِف لسبب من الأسباب. ويشابه نائب الفاعل في جميع أحكامه «الفاعل» من حيث الرفع وتبعية الفعل لكل منهما، ويكوّن مع الفعل جملة فعلية كاملة الأركان. ويكون الرفع في نائب الفاعل، كما هو في الفاعل، رفعاً ظاهرياً أو محليّاً أو تقديرياً. ولا يشترط أن يجيء نائب الفاعل بعد الفعل مباشرة، فقد يفصل بينهما فاصل واحد أو أكثر. ويسمَّى الفعل مع نائب الفاعل مبنيا إلى المجهول، لأنَّ الفاعل عندها مجهول خفي غير معلوم ولكنَّ آثاره فقط هي الظاهرة، ومتى ما بُنِيَ الفعل إلى المجهول وجِب حذف الفاعل ولا يُذكر بعدها، فحتّى يكتمل معنى الجملة، إذْ لا بُدَّ للفعل من لفظ يُسْنَدُ إليه، يحلُّ اللفظ الدال على ما وقع عليه الفعل محلَّ الفاعل المحذوف. مثال على ذلك قولنا: «أُنْجِزَ العملُ»، فالفعل الماضي «أَنْجَزَ» بُنيَ إلى المجهول فكُسِرَ ما قبل آخره وضُمَّ كُلُّ متحرك قبله، أما «العَمَلُ» فهو في الأصل مفعول به مفتوح آخره «العَمَلَ»، ولكنه حلّ محل الفاعل المحذوف نتيجة لبناء الفعل إلى المجهول فسُمّيَ نائب فاعل وأخذ حكمه في الرفع. فيكون أصل الجملة قبل البناء إلى المجهول: «أَنْجَزَ الفَاْعِلُ العَمَلَ». وقد يأتي نائب الفاعل مصدر مؤول، ويمكن أن يكون جملة وفقاً لبعض النحاة. وينوب عن الفاعل إذا حُذِفَ مفعول به، ولا ينوب عنه غيره إذا وجد في الجملة. ويمكن كذلك أن ينوب عنه ظرف أو مصدر، ويُشترط فيهما أن يكونا متصرفين مختصين. وأيضاً الجار والمجرور، وفي بعض الحالات الاسم المجرور فقط. وقد يأتي نائب الفاعل اسماً معرباً أو مبنياً، ويكون ضميراً منفصلاً أو متصلاً أو مستتراً، ويأتي أيضاً اسم إشارة أو اسم موصول. ويكون كذلك مصدرا صريحا أو مصدرا مؤولا من أنْ والفعل أو من أنَّ واسمها وخبرها ويختص نائب الفاعل بالفعل الماضي والمضارع فقط ولا يأتي أبداً في الفعل الأمر، لكون الفعل الأمر لا يُبنى للمجهول. ولا يظهر نائب الفاعل بعد الفعل المبني للمجهول فقط، فيظهر كذلك بعد أشباهه مثل الاسم المفعول والاسم المنسوب.
أمّا بالنسبة للفعل فإنه يتغيّر عندما يُبنى إلى المجهول من حيث الحركات، فيكسر ما قبل آخره ويُضمُّ كل متحرّك قبل ذلك في حالة الفعل الماضي، مثل: «قُرِأَ». أما الفعل المضارع فيُضَمُّ أوَّلُه ويُنصب كلُّ متحرّك قبل آخره، مثل: «يُقْرَأُ». أما الفعل الأمر فلا يُبنى إلى المجهول إطلاقاً، ولكن يمكن أن يحل محلّه المضارع المبني للمجهول المسبوق بلام الأمر فيأتي بمعنى الأمر، مثل: «لِيُكْتَبُ».

## التسمية

يعود أول ذكر لمصطلح «نائب الفاعل» إلى القرن السابع الهجري، حيث اصطنعه وقتها النحوي ابن مالك ووضعه في ألفيته، وفي الصورة يظهر القسم الخاص بنائب الفاعل

عُرف نائب الفاعل لدى القدماء من النحويين باسم «المفعول الذي لم يُسَمَّ فاعله»، وهذا الاسم قد اختفى تقريباً في عصرنا الحاضر، إضافةً إلى أنّ بعضا من النحويين المعاصرين لا يرون هذا المصطلح دقيقاً، وذلك لأنَّ نائب الفاعل قد يكون مفعولا به وقد يكون غير ذلك، فقد يجيء أيضاً ظرفاً أو مصدراً أو جملة أو جاراً ومجروراً. ويُفضَّل مصطلح «نائب الفاعل» كذلك لسهولة استعماله بسبب قصره مقارنة مع المصطلح الأول. ويعود أولُ ذكر لمصطلح «نائب الفاعل» إلى القرن السابع الهجري، عندما سمّاه كذلك ابن مالك في ألفيته، ويُنسب إلى ابن مالك بيت شعري يقول فيه: «تَرجَمَ بِالنَّائِبِ نَجلُ مَالِكِ *** ومَا لَهُ فِي ذَاكَ مِن مُشَارِكِ». وكان يُعرف قبل ابن مالك بأسماء متعددة، فسماه سيبويه (ت. 180): «المفعول الذي لم يتعدَّ إليه فعل فاعل»، وكما يظهر في الاسم فإنَّ سيبويه لم يتعرف على نائب الفاعل وهو عنده مفعول به، رغم أنَّه ذكر بناء الفعل إلى المجهول. وسماه الفراء (ت. 207): «ما لم يسم فاعله»، وهو يقصد نائب الفاعل بطريقة غير مباشرة بالإشارة إلى فعله المبني إلى المجهول. وعرفه المبرد (ت. 285) باسم يشابه مصطلح سيبوبه: «المفعول الذي لا يُذكر فاعله». وسمّاه ابن النحاس (ت. 338): «المفعول الذي لم يسم فاعله»، وأخذ بهذا المصطلح الزبيدي. وسمّاه أبو علي الفارسي (ت. 377) «المفعول به في المعنى». أما أبو منصور الجواليقي (ت. 540) فأطلق عليه «المفعول الذي جعل الفعل حديثاً عنه». وعندما طرح ابن مالك مصطلحه المختصر، لقي ترحيباً وانتشاراً، واستقر النحاة عليه. إلا أن هناك من عارض ابن مالك في مصطلحه أو فقط استخدم غيره، ففي بعض الأحيان يُطلَق على نائب الفاعل «القائم مقام الفاعل».
أمّا أول من حاول شرح المعنى الاصطلاحي لنائب الفاعل فلعله ابن الحاجب، فكتب يقول: «[نائب الفاعل هو] كل مفعول حذف فاعله، وأقيم هو مقامه. وشرطه أن تتغيّر صيغة الفعل إلى فُعِلَ ويُفْعَلُ»، وعرّفه كذلك ابن هشام والأزهري. ويذهب نحويون آخرون إلى توحيد المصطلحات بين الفاعل ونائبه، فيقصدون بالفاعل كليهما، ومن هؤلاء ابن يعيش. ونجد أيضاً أنَّ الزمخشري والجرجاني يكتبان أن نائب الفاعل هو فاعل اصطلاحاً، ولا وجود لنائب الفاعل عندهما، وأخذ بهذا الرأي أيضاً نحاة معاصرون مثل إبراهيم مصطفى ومهدي المخزومي.
يُطلق مصطلح «نائب الفاعل» على ما يحلُّ محلَّ الفاعل بعد حذفه، أي ما ينوب عن الفاعل في إسناد الفعل إليه، ولهذا سُمِّيَ نائبه. وسُمّيَ كذلك أيضاً لأن نائب الفاعل - بعد أن كان مفعولا أو غيره - أخذ أحكام الفاعل بعد حذفه، من حيث الرفع أو نوع تبعية الفعل للفاعل. ولا يُقصد بمصطلح «نائب الفاعل» أنَّ المفعول به يقوم بالفعل بدلاً من الفاعل، فالمفعول به حتى وإنْ حلَّ محل الفاعل فيظل مفعولا في المعنى.

## خلفية

### ما يرفع نائب فاعل
ما يرفع نائب الفاعل ويُسند إليه واحد من اثنين، الأول هو الفعل المبني إلى المجهول ويسمى أيضاً الفعل المبني إلى المفعول وصيغته في الماضي «فُعِلَ» وفي المضارع «يُفْعَلُ»، والثاني هو الاسم المفعول. ويرى بعض النحاة أن الاسم المنسوب والمصدر المؤول بإمكانهما أيضاً رفع نائب فاعل. بالنسبة للفعل الأمر فلا يُبنى إطلاقاً إلى المجهول، لذا فلا يمكنه رفع نائب فاعل. أما الأفعال المتصرفة غير الناقصة فهناك إجماع بين النحويين على جواز بنائها إلى المجهول. أما الأفعال المتصرفة الناقصة من أخوات كان أو كاد أو غيرهما فيدور حولها خلاف، فبينما يرفض البعض بنائها إلى المجهول، فإنَّ نحاة آخرين جوَّزوا بنائها بشرط الإفادة، وعلى كل حال سواء صحَّ بنائها أو لم يصحَّ فمن المستحسن عدم بنائها إلى المجهول لثقل النطق وقبحه. بينما الأفعال الناقصة الجامدة مثل «عسى» أو «ليس» فيتعلّق حكم بناءها بحكم بناء الأفعال الجامدة. والأفعال الجامدة أي غير المتصرفة فمن النحويين من يرفض قطعاً بناءها إلى المجهول، بينما نحاة آخرون مثل ابن عصفور أجازوا ذلك. وبعض النحاة يمنع بناء فعلي التعجب إلى المجهول من الثلاثي مباشرة بغير وسيط، وكذا يمنع صوغ «أفعل» التفضيل إلا بوسيط كذلك.
الاسم المفعول:
يُشتَرط لعمل اسم المفعول في نائب الفاعل ما يُشترط لعمل اسم الفاعل في الفاعل، ويتطابق الاثنان في أحكام عملهما ما عدا أنَّ اسم المفعول، على عكس اسم الفاعل، يمكن أن يُضاف إلى معموله. ويعمل اسم المفعول في نائب الفاعل بدون أي شروط إذا اقترن بأل التعريف، مثل: «وَجَدتُ البُندُقِيَّةَ المَقتُول صَاحِبُهَا» حيث «صَاحِبُ» نائب فاعل، و«المَقتُول» اسم مفعول عمل في نائب الفاعل. أمَّا إذا لم يقترن اسم المفعول بأل التعريف، فيكون نائب الفاعل ضميرا مستترا وجوباً لا يصحُّ إظهاره، ما لم يحقق اسم المفعول الشروط الآتية: شرط الاعتماد ويقصد به أن يعتمد اسم المفعول على ألفاظ تسبقه، كأن يسبقه حرف نفي أو استفهام، أو أن يعتمد اسم المفعول على المبتدأ ويكون هو خبرا مؤخرا عليه، أو أن يعتمد الاسم المفعول على الاسم الموصوف ويكون هو الصفة، أو أن يعتمد على صاحب الحال ويكون هو الحال. ويشترط كذلك للاسم المفعول لكي يعمل ألَّا يُوصف أو يُضاف إلى غير معموله، لأنَّ هذا سيفصل بينه وبين نائب الفاعل وبالتالي سيُضعِف عمله.
يمكن أن يُضاف الاسم المفعول إلى نائب الفاعل، مع بقاء دلالته على الحدث، وسيكون نائب الفاعل عندها مجرورا في اللفظ لكنَّه في المحل مرفوع، مثل: «رَأَيتُ رَجُلاً» ولا تصحُّ هذه الإضافة إذا لم يكن الاسم المفعول في صيغته الأصلية، التي تُصاغ من الفعل المضارع بإبدال حرف المضارعة ميماً وفتح الحرف قبل الأخير، ويأتي الاسم المفعول في أربعة صيغ أخرى: «فَعِيلٌ»، «فِعلٌ»، «فَعَلٌ»، «فُعلَةٌ». أحياناً يفقد الاسم المفعول دلالته على الحدث بسبب الإضافة، فتتغير دلالته من الحدوث المتجدد لتدلَّ على الثبوت الدائم، فيصير صفة مشبهه مرفوعها فاعل وليس نائب فاعل.
الاسم المنسوب:
يمكن للاسم المنسوب، وهو الاسم الذي تلحقه ياء مشددة مكسور ما قبلها للدلالة على النسب، أن يرفع نائب فاعل حسب رأي بعض النحاة، مثل: «صَدِيقِي عَرَبِيٌّ أَصلُهُ» حيث «أَصلُ» نائب فاعل عمل فيه الاسم المنسوب «عَرَبِيٌّ»، ويأتي نائب الفاعل الذي يعمل فيه الاسم المنسوب مضمرا في بعض الأحيان. ويعمل الاسم المنسوب على التأويل بالاسم المفعول «مَنسُوبٌ»، فتكون العبارة السابقة في أصلها: «صَدِيقِي مَنسُوبٌ أَصلُهُ إِلَى العَرَبِ». ونشأ هذا الرأي حديثاً، علي يد النحوي اللبناني مصطفى الغلاييني، ومن ثم تبعه نحاة معاصرون آخرون. وكان النحاة قبل ذلك مجمعين على أنَّ الاسم المنسوب يرفع فاعلا على التأويل بالصفة الشبهة باسم الفاعل. والرأيان عند البعض مقبولان، فيجيز بعض النحاة أن يكون معمول الاسم منسوب فاعل أو نائب فاعل.
المصدر المؤول:
أقرَّ النحاة أنَّ المصدر المؤول المسبوك من أنْ والفعل المبني للمجهول يرفع نائب فاعل بعده شرط ألّا يحدث لبس في المعنى، مثل: «أخاف من أن تُضْطَهَدَ الشُعُوْبُ» الشعوب في هذه الجملة هو نائب فاعل للفعل قبله المبني للمجهول، وعند سبك المصدر المؤول من أن والفعل المبني للمجهول تصبح الجملة: «أخافُ من اضطهادٍ الشُعُوْبُ» و«الشُعُوْبُ» مرفوعة باعتبارها نائب فاعل. وإذا حدث لبس في المعنى لا يرفع المصدر نائب فاعل بعده. وفي الغالب يُضاف المصدر إلى نائب الفاعل بعده، مثل: «أخافُ من اضطهادِ الشُعُوْبِ»، فتكون «الشعوب» مجرورة باعتبارها مضافاً إليه ولكنها مرفوعة محلّاً باعتبارها نائب فاعل. وفي الأمر خلاف، فلم يجز بعض النحاة عمل المصدر في نائب الفاعل، و«الشعوب» عندهم مجرورة لفظاً بالإضافة ومنصوبة محلّاً على المفعولية وليست نائب فاعل إطلاقاً. حتى وإنْ صحَّ هذا الأسلوب فيظل من غير المرغوب استعماله، لأسباب تتعلق بالغموض في المعنى والثقل في النطق وعدم وجود أمثلة فصيحة تتضمّنه.

### صياغة الفعل المبني إلى المجهول
عند بناء الفعل إلى المجهول تحدث له عدة تغيرات عادة ما تقتصر فقط على حركات الحروف.[ملاحظة:2] فعندما يُبنى الفعل الماضي غير الأجوف الخالي من التضعيف إلى المجهول، الأصل أنْ يُضمَّ أوَّله ويُكسر ما قبل آخره إلا إذا كان آخره مكسوراً من قبل، مثل «كَتَبَ» فتصير بعد البناء إلى المجهول «كُتِبَ». أما إذا بُدئَ الفعل الماضي بتاء زائدة تكثر زيادتها سواء أكانت للمطاوعة أو غيرها فيكسر ما قبل آخر الفعل ويُضمُّ أول وثاني حرف منه، مثل: «تَكَتَّبَ» فتصير «تُكُتِّبَ»، إما إذا جاءت التاء في موضع لا تكثر زيادتها فيه أي أنها في غير اختصاصها فلا يُضّمُّ الحرف الثاني. وإذا بُدِئَ الفعل الماضي بهمرة وصل فعندها يُكسر ما قبل آخره ويُضَمُّ أول وثالث حرف منه، مثل: «اسْتَكْتَبَ» فتصير «اُسْتُكْتِبَ». ويمكن حصر التغيرات التي تطرأ على الفعل الماضي عند بنائه إلى المجهول في الصيغ الآتية: فُعِلَ، أُفْعِلَ، افْتُعِلَ، اسْتُفْعِلَ، فُعِّلَ، فُوْعِلَ، فُعْلِلَ، تُفُعْلِلَ. أمَّا إذا كان الفعل الماضي فعلاً ثلاثياً أجوفَ معل العين، وهو الفعل الثلاثي الذي يكون فيه الحرف الأوسط حرف علّة سواء أكان ذلك الحرف واواً في أصله أو ياء ويخضع لقوانين الإعلال، فتجوز فيه ثلاث قراءات:[ملاحظة:3]
1. أن يُكسر حرفه الأول، ويصبح حرف العلّة ياءً. فعند بناء الفعل «قَالَ» إلى المجهول، يُكسر الحرف الأول ويصير الألف ياء، فتصبح «قِيْلَ».
2. الإشمام، ويُقصد به نطق الحرف الأول بجمع بين الضم والكسر. بحيث ينطق جزء صغير منه مضموماً، ومن ثم يُكسَر معظمه. ولا يظهر هذا التغيّر في الكتابة وإنما يقتصر فقط على النطق.
3. أن يُضَمُّ الحرف الأول، ويصبح حرف العلّة واواً. ومن مثل هذا «قُوْلَ»، حيث ضُمَّ الحرف الأول وأصبح الألف واواً.

وهذه القراءات جميعها وفقاً لجمهور النحاة فصيحة صحَّ نقلها عن العرب. إلّا أنَّ القراءة الأولى أفصح من الثانية، والثانية أفصح من الأخيرة. بينما يرى البعض أنَّ الضمّ أفصح من الإشمام. ويشترط عند الأخذ بأي من القراءات السابقة ألّا يحدث لبس، فإن حدث في واحدة منها فيؤخذ بقراءة أخرى، وكثيراً ما يحدث اللبس عند إسناد الفعل المعل الوسط إلى ضمير متكلم أو مخاطب أو إلى نون النسوة الدالة على الغائبات، مثل الفعل: «ساد» فإذا أُسند إلى ضمير المتكلم من غير بنائه إلى المجهول يصبح «سُدْتُ»، وأيضاً إذا أسند إلى ضمير متكلم بعد بنائه إلى المجهول بضم الحرف الأول فيصبح كذلك «سُدْتُ»، لذا ولتجنب اللبس لا يُضمُّ الحرف الأول ويؤخذ بدلاً منه بالكسر أو الإشمام. وإذا كان الفعل الماضي أجوف معل العين على وزن «افْتَعَلَ» أو «انْفَعَلَ» مثل «اعتاد» و«انقاد»، فتصحُّ فيه القراءات الثلاث السابقة، إلّا أن الحرف الأول وهو همزة الوصل لا يلتزم حركة معينة وإنما يساوي في حركته الحرف الثالث، فيصحُّ نطق الحرف الأول والثالث بالضمّ أو الكسر أو الإشمام. وتنطبق هذه الأحكام أيضاً على الأفعال الصحيحة المضعّفة من نفس الوزن أي «افْتَعَلَ» أو «انْفَعَلَ» مثل «انْصَبَّ» و«امْتَدَّ». وإذا كان الفعل الماضي ثلاثيّاً مضعّفاً مدغوماً فيُضمّ أوله، مثل: «عَدَّ» فتصير بعد البناء إلى المجهول «عُدَّ». ويصحُّ فيه كذلك الكسر أو الإشمام، إلا أنَّ الضم هنا هو الأفصح. وكما هو الحال في الفعل المعل الوسط، فإذا خيف من اللبس في أي من القراءات انتقل إلى قراءة أخرى. فمثلاً اجتناباً للبس بين «عُدَّ» الفعل المبني إلى المجهول و«عُدَّ» فعل الأمر، فيؤخذ بقراءة أخرى فيقال مثلاً: «عِدَّ».
يُبنى المضارع إلى المجهول في جميع الحالات بضمِّ أوله وفتح ما قبل آخره إن لم يكن مفتوحاً من قبل، مثل: «يَكْسِبُ» فتصير «يُكْسَبُ». وإذا كان ما قبل آخره ياءً أو واواً قُلبت ألفاً، مثل: «يَعُوْدُ» فتصبح «يُعَادُ». وقد يأتي الفتح في الحرف قبل الأخير مقدّراً، مثل: «يُصَامُ» والأصل في الكلمة أن تكون على هذه الشاكلة: «يُصْوَمُ» فحدثت تغيرات لها لأسباب صرفية. وتأتي صيغ الفعل المضارع المبني للمجهول كالآتي: يُفْعَلُ، يُسْتَفْعَلُ، يُفَعْلَلُ. وما شابه هذه الصيغ من الأفعال الرباعية أو المزيدة.

### أغراض حذف الفاعل
متى ما بُني الفعل إلى المجهول وحُذِف الفاعل وحلّ محلّه نائبه، لا يجوز بعدها أن يُذكر الفاعل في الجملة أو أن يؤتى بما يدلُّ عليه،[ملاحظة:4] فلا يُقال مثلاً: «نُفِّذَت الخطة من قبل الحكومة» فهنا حُذف الفاعل ومن ثم ذكر ما يدلُّ عليه، فالفاعل إنما يُحذف لغرض ما فذكر ما يدلُّ عليه لاحقاً مناف لذلك. وإذا اقتضت الحاجة ذكر الفاعل فلا يُحذف في بداية الجملة، ويمكن صياغة العبارة بصورة صحيحة على النحو: «نَفَّذَت الحكومةُ الخطّة»، أو يمكن الالتزام ببناء الفعل إلى المجهول مع حذف «الحكومة» وما تعلَّق بها، فيُكتَفي بالقول: «نُفِّذَتِ الخُطَّةُ». والغرض في الأساس من أسلوب البناء إلى المجهول هو بيان ما وقع عليه الفعل، وتجاهل من قام بالفعل لسبب من الأسباب. والأغراض التي تدعو المتكلّم إلى حذف الفاعل كثيرة جدّاً، ويمكن ردّها إلى نوعين: أغراض لفظية، وأخرى معنوية. وهذه الأغراض لا تهمُّ النحاة كثيراً، فهي لا ترتبط بعلم النحو بصورة مباشرة، بقدر ما لها من ارتباط وأهمية في مباحث علم البلاغة. والأغراض اللفظية منها مثلاً رغبة المتكلم في الإيجاز والاختصار في العبارة، مثل: «عندما اجتَهَد العامل رُقِّيَ». وقد يحذف الفاعل أيضاً للمماثلة بين حركات آخر الكلمات لتوحيد السجع في الكلام المنثور، مثل: «من حَسُنَ عَمَلُهُ، عُرِفَ فَضلُهُ» أو مثلاً «مَن طَابَت سَرِيرَتُهُ، حُمِدَت سِيرَتُهُ» فإذا ذُكر الفاعل في الأمثلة السابقة عندها لن يتطابق فاصلا السجع، فسيكون الأول مرفوع الآخر والثاني منصوباً في آخره. وقد يحذف الفاعل للضرورة الشعرية كالمحافظة على النظم ووزن البيت الشعري. ويحذف الفاعل الذي يناب عنه لأغراض معنوية، وهي أكثر تنوعاً وتعدداً من الأغراض اللفظية. ومن الأغراض المعنوية المتكررة الشائعة:
- الجهل به. فيحذف الفاعل من الجملة عندما يكون مجهولاً، ويحلّ محله نائب الفاعل. مثل: «سُرِقَ المال»، في حالة إذا كان السارق مجهولاً للمتكلّم ولكنَّ آثاره أو أفعاله معلومة، فكلمة «المال» هي في الأصل مفعول به ولكن بسبب حذف الفاعل حلّ المفعول به محله.
- العلم به. فإذا كان الفاعل معلوماً لدى المتكلم ومن يكلّمه فلا تقتضي الحاجة ذكره ويحذف لذلك. مثل: ﴿خُلِقَ الْإِنْسَانُ مِنْ عَجَلٍ سَأُرِيكُمْ آيَاتِي فَلَا تَسْتَعْجِلُونِ ۝٣٧﴾ [الأنبياء:37]. ففي الآية السابقة، لم تقتضِ الحاجة التذكير بأن الله هو خالق الإنسان، بافتراض أن تلك حقيقة معلومة. فُحذف الفاعل، ويقدر «الله»، وحلّ محله «الإنسان» وهو المفعول به.
- الخوف منه أو الخوف عليه. إذا كان ذكر الفاعل يعتبر بوجه من الأوجه تعدياً عليه، فيحذف الفاعل خوفاً منه. مثل: «قُتِلَ الرجل»، فلا يذكر القاتل - إذا كان معلوماً - خوفاً من سطوته أو أذاه، وفي الجملة السابقة ناب عنه المفعول به. وكذلك من الممكن أن يحذف الفاعل في الجملة نفسها لغرض إخفاء القاتل خوفاً عليه أو حفاظاً على مصلحته الشخصية كيلا يُعاقب أو يُسجن مثلاً.
- حذف الفاعل لقصد إبهامه. عندما لا يريد المتكلّم إظهاره، مثل: «تُصُدِّقَ على مسكين» فيُخفى المتصدق لأسباب أخلاقية أو دينية، أو «أُهِيْنَ مُتَكَبِّرٌ» فيقصد إبهامه لغرض التواضع أو لأغراض أخرى.
- تعظيم الفاعل أو تحقيره. ففي السياق الذي يُصبح ذكر الفاعل فيه انتقاصاً من قدره، يحذف الفاعل تعظيما لشأنه وصيانة له. مثل: «خُلِقَ الخنزير»، فيحذف اسم «الله» من الجملة السابقة تعظيماً له. وكذلك قد يُحذف الفاعل لغرض تحقيره بإهماله وتصغير شأنه ، كالقول: «نُظِّفَ الشارعُ» تحقيراً لمن يُنظّفه. ويجب لفت الانتباه إلى أنَّ تعظيم الفاعل يكون بحذفه في مواضع ولكنه قد يكون في مواضع أخرى بذكره، مثل الآية: «أَتُرِيدُونَ أَنْ تَهْدُوا مَنْ أَضَلَّ اللَّهُ» فالغرض وراء ذكر الله الإيحاء بعدم قدرة أحد على تغيير إرادته، وفي هذا تعظيمٌ له. وعموماً، فإنَّ التعبير القرآني مثال جيّد على حذف الفاعل أو الامتناع عن حذفه لتعظيمه، فنجد عند ذكر النعم والخير أنَّ الفاعل - الله - عادة ما يُذكر، وفي المقابل فعند الحديث عن الشرور عادة ما يُبنى الفعل إلى المجهول ويحذف الفاعل، تنزيهاً للإله عنها.
- إذا كان ذكره لا يفيد شيئاً. وذلك عندما لا يكون الفاعل محور الحديث ولا طرفاً أو عاملاًَ مهمّاً فيه ولا غرضاً يتعلّق به، فعندها ذكر الفاعل أو تجاهله لا يغيّر أو يؤثّر شيئاً، وذلك لأن ذهن المتكلّم والمخاطب موجّه إلى غيره. مثل: «أُعْلِنَتْ نَتَائِجُ الانتخابات البرلمانية، وفاز حزب العدالة والتنمية بأكبر تمثيل فيها»، فالخبر الرئيس في الجملة السابقة هو فوز حزب محدَّدٌ في انتخابات برلمانية، ولا يهمُّ - في الجملة السابقة - من هي الجهة التي أصدرت هذه النتائج. وأيضاً مثل: ﴿يَا أَيُّهَا الَّذِينَ آمَنُوا إِذَا قِيلَ لَكُمْ تَفَسَّحُوا فِي الْمَجَالِسِ فَافْسَحُوا يَفْسَحِ اللَّهُ لَكُمْ وَإِذَا قِيلَ انْشُزُوا فَانْشُزُوا يَرْفَعِ اللَّهُ الَّذِينَ آمَنُوا مِنْكُمْ وَالَّذِينَ أُوتُوا الْعِلْمَ دَرَجَاتٍ وَاللَّهُ بِمَا تَعْمَلُونَ خَبِيرٌ ۝١١﴾ [المجادلة:11]، والغرض من الفعل في مثل هذه الجمل ليس إسناده إلى فاعل معيّن، بل إلى أي فاعل يمكن أن يكون.

## أنواع نائب الفاعل
يأتي نائب الفاعل، مثل الفاعل تماماً، في ثلاثة صور رئيسية. فيكون نائب الفاعل اسماً ظاهراً، وهو الأصل، ويكون هذا الاسم مفرداً، مثل: «ضُرِبَ صَالِحٌ» أو مثنى، مثل: «ضُرِبَ صَالِحَانِ» أو جمع مذكر سالم أو مؤنث سالم أو جمع تكسير، مثل: «ضُرِبَ صَالِحُونَ». ويأتي نائب الفاعل ضميراً، سواء كان هذا الضمير منفصلاً، مثل: «مَا ضُرِبَ إِلَّا أَنتَ» أو متصلاً، مثل: «ضُرِبتُ» أو مستتراً، مثل: «صَالِحٌ ضُرِبَ». ويكون نائب الفاعل مصدراً مؤولاً، بشرط أن يكون فعله متعدياً، ويكون المصدر المؤول من «أنَّ واسمها وخبرها»، مثل: «كُتِبَ أَنَّ الأَسمَاكَ تَسبَحُ» أو من «أنْ والفعل المضارع»، مثل: «أُمِرَ أَنْ يُطِيعَ رَئِيسَهُ» أو من «مَا والفعل الماضي»، مثل: «اُنتُشِرَ مَا قُلتُهُ مِن إِشَاعَةٍ». وقد يأتي نائب الفاعل شبه جملة من الجار والمجرور، مثل: «صُلِّيَ فِي المَسجِدِ»، وبعض النحاة يجعل من الظرف والمضاف إليه شبه جملة في محل رفع نائب فاعل، مثل: «».
ويرى بعض النحاة، وخاصة نحاة الكوفة، أنَّ نائب الفاعل قد يكون جملة اسمية أو فعلية، غير أنَّ الأمر فيه خلاف (أنظر: وقوع الجملة محل الفاعل). ويجيء نائب الفاعل جملة محكية بالقول أو جملة مؤولة بالمفرد، وهذه الجمل تعامل معاملة الاسم المفرد.

## ما ينوب عن الفاعل

### المفعول به
| الجملة قبل بنائها إلى المجهول     | بعد البناء إلى المجهول                                                                                    |
| --------------------------------- | --- |
| عَرَفَ البَاحِثُ الحَقِيْقَةَ                | عُرِفَتِ الحَقِيْقَةُ                                                                                              |
| ظَنَّ الرَجُلُ السَرَابَ مَاءً               | ظُنَّ السَرَابُ مَاءً ظُنَّ مَاءٌ السَرَابَ (مُختلف عليه)                                                                  |
| أعْطَى المُعَلِّمُ الطَالِبَ دَرْسَاً           | أُعْطِيَ الطَالِبُ دَرْسَاً أُعْطِيَ دَرْسٌ الطَالِبَ (مُختلف عليه)                                                             |
| أعْلَمَ المُدَرِّسُ الطَالِبَ الاِجْتِهَادَ نَافِعَاً | أُعْلِمَ الطَالِبُ الاِجْتِهَادَ نَافِعَاً أُعْلِمَ الاِجْتِهَادُ الطَالِبَ نَافِعَاً (مُختلف عليه) أُعْلِمَ نَافِعٌ الطَالِبَ الاِجْتِهَادَ (مُختلف عليه) |

عندما يُبنى الفعل إلى المجهول، الأولى أن يحلّ المفعول به محلّ الفاعل ويأخذ حكمه في الرفع، وتنطبق عليه الأحكام التي تنطبق على الفاعل من ناحية مماثلة الفعل إيَّاه. فإذا حُذِف الفاعل من الجملة لسبب من الأسباب، ووُجد فيها مفعولٌ به فلا يحلّ محل الفاعل غيره، إلا للضرورة الشعرية التي تسمح أن ينوب المصدر أو الجملة أو شبه الجملة عن الفاعل رغم وجود المفعول به. وذلك لأنَّ الفعل أشدُّ طلباً له من سواه بسبب الشبه البالغ بين المفعول به والفاعل، مما يؤهِّله أنَّ يحل محل الفاعل دون غيره، إلا أنَّ المسألة فيها خلاف حيث يجيز بعض النحاة وقوع غير المفعول نائب فاعل حتى مع تواجد المفعول به (أنظر: إنابة غير المفعول به مع تواجده)ولا يظهر المفعول به دائماً فقد يُضمر في بعض الحالات، مثل: «لا تُكَلَّمُ» عند الحديث عن الحيوانات. والمفعول به إمّا أن يكون واحداً أو متعدداً كمفعولين أو ثلاثة، فإن كان الفعل متعدّياً إلى مفعول واحد، حلّ المفعول به الوحيد محلّ الفاعل. وإذا كان الفعل متعدّياً إلى مفعولين أصلهما مبتدأ وخبر مثل أفعال ظنَّ وأخواتها يصبح المفعول به الأول نائب الفاعل، وكذلك في الفعل المتعدّي إلى ثلاثة مفاعيل مثل «أعلم» و«أرى». أما في الفعل المتعدّي إلى مفعولين أصلهما غير المبتدأ والخبر بالإمكان جعلُ أيٍّ منهما نائب فاعل، ومن هذه الأفعال ما جاء من باب «أعطى» مثل «كسا». أما الأفعال اللازمة، التي لا تتعدى إلى أي مفعول، فلا تبنى عادة إلى المجهول لعدم وجود ما يحلّ محل الفاعل، وفي الأمر خلاف حيث يسمح بعض النحاة بناءَها إلى المجهول إذا تبعها جار وجرور أو ظرف أو مصدر (أنظر: بناء الفعل اللازم إلى المجهول). ويصبح الفعل المتعدّي إلى مفعولين متعدياً إلى مفعول واحد بعد بنائه إلى المجهول، وكذا الفعل المتعدّي إلى ثلاثة مفاعيل فيصبح متعدياً إلى مفعولين. والخلاف حول المفعول الذي يصلح للنيابة أو الأنسب والأولى بها عند تعدد المفاعيل يطول ويكبر تشعبه.
عندما يُبْنَى إلى المجهول الفعل المتعدّي إلى مفعولين، وكان الفعل حينها من باب أعطى، أي من الأفعال التي تنصب مفعولين ليس أصلهما مبتدأ وخبر، عندئذِ يجوز أن ينوب أيٌّ من المفعولين عن الفاعل، مثل: «أعطى المديرُ العاملةَ إجازةً» فعند بناء هذه الجملة إلى المجهول يصحُّ القول: «أُعْطِيَتْ العاملةُ إجازةً» ويصحُّ القول كذلك: «أُعْطِيَتْ إجازةٌ العاملةَ»، إلا إذا حصل نوع من اللبس فيُوجَب عندها - حتى يتضح المعنى ويمكن عندها تمييز الآخذ والمأخوذ - أن يحلّ المفعول الأول محلّ الفاعل. والاختيار بين المفعولين في هذه الحالة ليحلَّ محلَّ الفاعل مَنُوط بالمتكلم، فله الأحقية في إنابة أيٍّ منهما حسب اهتمامه، فالمفعول الذي ينصب حوله الاهتمام الأكبر غالباً ما ينوب هو عن الفاعل. وهذا ما ذهب إليه جمهور النحاة، غير أنَّ مذهب الكوفيين أنه إذا كان المفعول الأول معرفة والمفعول الثاني نكرة وجب إنابة المفعول الأول. والفراء وابن كيسان يمنعان إنابة المفعول الثاني بتاتاً في حالة إذا كان المفعول الأول فاعلاً في المعنى، باعتبار أنَّ العامل في إنابته سيكون الفعل المبني إلى المجهول بحكم ارتباطه بالفعل بسبب دلالته على الفاعلية، وهو ما سيجعله أكثر ملائمة لتقمص دور الفاعل، بينما المفعول الثاني فإن العامل فيه وفقاً لرأيهما هو فعل محذوف وهو ما يجعل إنابته غير مقبولة. أمّا إذا كان الفعل من باب ظنَّ وأخواتها أو إذا كان الفعل متعدّياً إلى ثلاثة مفاعيل، فاختلف النحاة حول هذه الحالة، فبينما يذهب فريق منهم إلى منع إنابة غير المفعول الأول، فإن فريقاً آخر يذهب إلى إجازة إنابة غير المفعول الأول بشرط عدم حدوث أي لبس في المعنى، مثل: «ظننت سيفاً صادقاً»، فعند البناء إلى المجهول تصبح «ظُنَّ سيفٌ صادقاً»، ويختلف حول صحة القول: «ظُنَّ صادقٌ سيفاً». وإن حدث لبس فيوجب عندها إنابة المفعول الأول. وقد يأتي المفعول الثاني لظنَّ وأخواتها جملة، عندها لا يجوز إنابة غير المفعول الأول فقط. وإذا كان الفعل من باب اختار، أجمع معظم النحاة على إنابة المفعول الأول دون إجازة أن ينوب المفعول الثاني عن الفاعل المحذوف، مثل: «اخترت زيداً الرجالَ» فعند بناء هذه الجملة إلى المجهول تصبح «اختير زيدٌ الرجالَ». وعلى النقيض من هذا الرأي فإن الفراء والسيرافي وابن مالك أجازوا إنابة المفعول الثاني.

### المصدر
يمكن للمصدر الصريح أو المؤول أن ينوبا عن الفاعل في الأفعال المبنية للمجهول. ويشترط للمصدر الصريح لكي ينوب عن الفاعل أن يكون متصرفاً مختصّاً يصحُّ الإسناد إليه، ويُقصد بأن يكون المصدر متصرفاً أي أن يقع مرفوعاً أو منصوباً أو مجروراً حسب ما يقتضيه موقعه الإعرابي في الجملة، فلا يلزم حالة واحدة في الاستعمال اللغوي له ولا يكون جامد على الظرفية ولا يكون ملازماً للنصب على المفعولية المطلقة، فعلى سبيل المثال المصدر الميمي «معاذ الله» أو اسم المصدر «سبحان الله» لا يمكن أن يحُلّا محلَّ الفاعل لأنهما غير متصرفَين لملازمتهما المصدرية والنصب باعتبار كليهما مفعولاً مطلقاً ، فلا يقال مثلاً: «سُبِّحَ سبحانَ الله» ولا «عِيْذَ معاذَ الله». وذلك لأنَّ ملازمة هذه المصادر للنصب تمنع أن تكون نائب فاعل أو غيره من المواقع الإعرابية الملازمة للرفع.
وكذلك يشترط في المصدر أن يكون مختصاً، والمصدر المختص هو المصدر المفيد جليّ المعنى غير المبهم، ويختص المصدر بأن تبين معناه كلمة أخرى تزيده وضوحاً وتكسبه خصوصية في الحدث بعد أن كان يدلُّ على الحدث المحض المجرد، كأن يرتبط به عدد، مثل: ﴿فَإِذَا نُفِخَ فِي الصُّورِ نَفْخَةٌ وَاحِدَةٌ ۝١٣﴾ [الحاقة:13]، أو أنّ تُضاف إليه كلمة أخرى لتبيان نوع مثل: «ضُرِبَ ضَربُ الحمير»، أو أن يوصف مثل: «سُمِعَ انفِجَارٌ كَبِيرٌ». والمصادر المبهمة غير المختصَّة التي لا تعطي للجملة معنى لا يمكن أن تنوب عن الفاعل المحذوف، ومن مثل هذا المصدر «فِعْلٌ» في جملة «فُعِلَ فِعْلٌ». فالمصدر في الجملة السابقة لا يعطي معنىً جديداً للجملة أو يزيدها وضوحاً، بل يقتصر فقط على التأكيد على المعنى الذي جاء به الفعل. وفي موقف مخالف للشروط السابقة، أجاز سيبويه أن ينوب مصدر مضمر معهود عن الفاعل المحذوف. ومن الممكن أن ينوب مصدر مؤول من أنْ والفعل أو من أنَّ واسمها وخبرها عن الفاعل، مثل: «رُغِبَ أنْ تَأتِي» فالمصدر المؤول من أن والفعل «تأتي» في محل رفع نائب فاعل، وأيضاً: «عُلِمَ أنّكَ ذاهب» ونائب الفاعل هنا هو المصدر المؤول «أنّكَ ذَاهِبٌ». ويجوز لاسم المصدر، وهو ما شابه المصدر في المعنى وخالفه في اللفظ والتقدير، أن يحلَّ محلَّ الفاعل المحذوف. ويشترط فيه ما يشترط في المصدر من التصرف والاختصاص، مثل: «عُطِيَ عطاءٌ كَرِيمٌ».

### الجار والمجرور
تنوب شبه الجملة من الجار والمجرور عن الفاعل المحذوف للفعل المبني للمجهول، فيُقال بأن الجار والمجرور سدّا مسدّ نائب الفاعل. ويشترط في ذلك أن يكون الإسناد إليهما مفيداً وذلك بتصرف حرف الجر واختصاص الاسم المجرور، مثل: «قُتِلَ في ميدان المعركة». ويُقصد بأن يكون حرف الجر متصرفاً أي ألّا يختص في الجر ببعض الأسماء دون غيرها. وحروف الجر المتصرفة هي: مِنْ، إلى، على، عَنْ، في، الباء، اللّام، الكاف. وحروف الجر غير المتصرفة هي التي تختصُّ في الجر ببعض الأسماء دون غيرها، مثل الحروف التي تجرُّ الأسماء الظاهرة فقط: مذْ، منذُ، حتى. أو الحروف التي تجرُّ الأسماء النكرة فقط: رُبَّ. أو مثل حروف الجر التي هي للقسم أو الاستثناء. ويشترِط البعض أيضاً ألّا يكون حرف الجر لغرض التعليل، لأنَّ التعليل عندها سيكون إجابة لسؤال مقدّر، والاسم المجرور سيكون منصوباً محلّاً باعتباره مفعولاً لأجله لفعل محذوف وجوباً مقدّرٍ من سياق الجملة، وبما أنَّ التعليل سيكون عندها جملة أخرى لذا لا يصحُّ أن ينوب الجار والمجرور لغرض التعليل عن الفاعل المحذوف، وإن أجاز بعض النحاة هذا كالأخفش، مثل: «وُقِفَ لإجلاله» فحرف الجر «لِ» جاء لغرض التعليل، وحروف أخرى غيره «مَنْ، الباء» تتضمن معانيها أيضاً التعليل. ونائب الفاعل في هذه الحالة هو ضمير مستتر عائد إلى مصدر مضمر مستفاد من الفعل وتقديره «الوقوف» في المثال السابق. ولا تصحُّ إنابة حرف الجر «رُبَّ» لأنها تتطلب الصدارة في الجملة، ولا حرفا الجر «مذ» و«منذ» لضعف تصرفهما، ولا تصحُّ كذلك نيابة كلٍّ من «خلا» و«حاشا» «عدا» إذا عملن بالجر. وعادة ما يكون الاسم المجرور مختصّاً وذلك بالنعت أو بإضافة كلمة أخرى إليه، مثل: «نُظِرَ فِيْ أمْرٍ مُهِمِّ» حيث نُعِت الاسم المجرور بالأهمية، أو مثل: «نُظِرَ فِيْ أَمْرِِكَ» أُضيف الاسم المجرور إلى ضمير المخاطب «ك». وتجدر الإشارة إلى إمكانية أن يتقدّم الجار والمجرور على الفعل مع حفاظهما على الموقع الإعرابي كنائب فاعل، فيقال مثلاً: «في أمرك نُظِرَ». وذلك لأنَّ علة التقديم غير موجودة، والتي هي في العادة خوف التباس الجملة الفعلية بالاسمية.
| الجملة قبل بنائها إلى المجهول    | بعد البناء إلى المجهول    |
| -------------------------------- | ------------------------- |
| مَاْ سَمِعْتُ مِنْ شَيْءٍ (حرف جر زائد)     | مَاْ سُمِعَ مِنْ شَيْءٍ             |
| جَلَسَ الطِفْلُ فِيْ البَيْتِ (حرف جر أصلي) | جُلِسَ فِيْ البَيْتِ (مُختلف عليه) |

إذا كان حرف الجر من حروف الجرّ الزائدة، أجمع النحويّون معظمهم في هذه الحالة على أنَّ الاسم المجرور هو الذي ينوبُ عن الفاعل، لا حرف الجر فقط ولا شبه الجملة من الجار والمجرور كليهما ، مثل: «هَل سُمِعَ مِن صَوتٍ» فالاسم «صَوتٍ» مجرور لفظاً بحرف جر زائد ومرفوع محلّاً باعتباره نائب فاعل، ولا خلاف في هذا إلّا من قبل قلة من النحويين. أمّا إذا كان حرف الجر أصلياً فيدور جدل حول اللفظ الذي يحلّ محل الفاعل، فبينما يذهب البعض إلى أنَّ الاسم المجرور وحده هو الذي ينوب عن الفاعل، حيث استقرَّ البصريون معظمهم على هذا الرأي، فإنَّ غيرهم يذهب إلى أنَّ حرف الجرِّ فقط هو نائب الفاعل، والفراء هو أشهر من أخذ بهذا الرأي، ويرى آخرون أنَّ نائب الفاعل في هذه الحالة هو ضمير مبهم مستتر في الفعل وقال بهذا ابن هشام، ويذهب ابن درستويه وغيره إلى أنَّ نائب الفاعل هو ضمير مستتر عائد على المصدر المفهوم من الفعل. وعلى كلِّ حال يظلّ الرأي الأشهر والأكثر انتشاراً أن تنوب في هذه الحالة شبه الجملة من الجار والمجرور كليهما عن الفاعل، وهذا رأي يخالفه النحوي المعاصر عباس حسن ولكن لا يرى ضرراً من قبوله.

### الظرف
قد يأتي الظرف نائب فاعل، ويشترط أن يكون متصرفاً أي أن يستعمل ظرفاً وغير ظرف، فيجيء منصوباً أو مرفوعاً أو مجروراً حسب موقعه في الكلام، فلا يقتصر فقط على النصب على الظرفية. والظروف غير المتصرفة هي الألفاظ التي لا تكون إلّا ظرفاً، مثل: «الآن، لدى، حيث، عوْض، إذا، سَحَر». ويشترط للإنابة عن الفاعل أن يكون الظرف كامل التصرف فلا يكون شبه متصرف، والظرف شبه المتصرف هو الظرف الذي يلزم النصب على الظرفية إلا أنه يخرج عنه أحياناً إلى الجر وغالباً ما يكون بالحرف «من»، وظروف شبة متصرفة مثل: «ثمَّ، قبل، بعد، مَع، متى، أين». وتجدر الإشارة إلى أنَّ الظرف إذا أصبح نائب فاعل، فلا يطلق عليه ظرف عند هذه النقطة، وكذا أي موقع إعرابي آخر يقع فيه الظرف غير النصب على الظرفية.
بالنسبة لظرف المكان «عند» في جملة مثل: «كُتِبَ عندك» فيدور حوله خلاف، وبينما يُلزِم معظم النحاة رفع الظرف بالضمة الظاهرة باعتباره نائب فاعل، تظهر مشكلة الشواهد، فلم يُعرف عن العرب غير «عندَ» المنصوبة أو «عندِ» المكسورة، ونادى بهذا الأخفش عندما نبّه إلى أنَّ «عندُ» مضمومة الآخر ليست من كلام العرب. ويلجأ بعض النحاة إلى اعتبار «عندَ» ظرفاً مبنياً في محلّ رفع نائب فاعل، بينما يرى غيرهم أنَّ «عند» ظرف ناقص التصرف لذا فلا تصحُّ إنابته.
ويُشترط للظرف أيضاً أن يكون مختصاً بأن توضح وتحدد معناه كلمة أخرى بالإضافة أو النعت أو العلميّة أو بيان نوع أو عدد. ويختص الظرف بالإضافة مثل: «سُهِرَتْ ليلة الثلاثاء» (أضيف إلى «الثلاثاء» ظرف الزمان «ليلة»)، ويختص بالنعت في جملة مثل: «عُمِرَ مكان ضخم» (وصف ظرف المكان بالضخامة)، والعلميّة مثل: «صِيمَ رَمَضَانُ» (لم تقتضِ الحاجة تخصيص ظرف الزمان بحكم أنَّه معلوم)، ويختص بيان النوع في جملة مثل: «أُكرِمَ إِكرَامُ العَرَبِ». والظروف غير المتصرفة مثل «قطّ»، والأخرى غير المختصة مثل «مع» و«يوم» لا يمكن أن تكون نائب فاعل وحدها. فلا ينوب عن الفاعل الظروف من مثل: «مَعَكَ» لعدم مفارقته للنصب، ولا الظروف من مثل: «زمان» أو «مكان» لعدم الفائدة. ويزعم البعض أن شبه الجملة من الظرف والمضاف إليه - وليس من الظرف فقط - بإمكانها أن تحل محلّ الفاعل.

### أولوية الإنابة بين المصدر والجار والمجرور والظرف
| إذا فُقِدَ المفعول به تساوت البواقي في النيابة، ولم يُفضّل بعضها بعضاً؛ ورجّحَ بعضهم الجار والمجرور منها، لأنَّه مفعول به لكن بواسطة حرف، ورجَّح بعضهم الظرفين والمصدر لأنها مفاعيل بلا واسطة، وبعضهم المفعول المطلق لأنَّ دلالة الفعل عليه أكثر. والأولى أنْ يقال: كل ما كان أدخل في عناية المتكلِّم واهتمامه بذكره، وتخصيص الفعل به فهو أولى بالنيابة |
| —رضي الدين الأستراباذي شرح كافية ابن الحاجب (221/1) |

عند أغلب النحاة، لا يجوز لغير المفعول به أن يحلَّ محلََّ الفاعل في جملة يوجد فيها المفعول به، وإنْ أجاز بعضهم هذا. وإن اجتمع في الجملة المصدر والجار والمجرور والظرف المختص، اثنان منهم أو ثلاثتهم، اجمع أغلبية النحاة على عدم تفضيل أي منهم لينوب عن الفاعل. إلّا أن بعضهم فضّل أن يحل الاسم المجرور محل الفاعل، وبعض النحاة يعطي ظرف المكان أولوية الإنابة عن الفاعل المحذوف في حالة إذا كان المفعول به غير موجود، وأشهر من قال بهذا هو أبو حيان النحوي.، ومنهم من يعطي المصدر سواء كان ظاهراً أم مضمراً أولوية الإنابة. بينما أخذ بعض النحاة بالرأي القائل أنَّ ما يدخل في عناية المتكلِّم واهتمامه من بين الثلاثة هو ما يحلُّ محلَّ الفاعل، فإذا كان اهتمام المتكلِّم ينصب حول الاسم المجرور دون غيره ناب هو عن الفاعل، والأمر نفسه ينطبق على المصدر والظرف، وقد يدخل في اهتمام المتكلِّم أكثر من أمر، فينيب عن الفاعل ما يهتم به المتكلم أكثر.
وغيرهم ذهب إلى أنَّ المصدر الصريح هو الأولى بأنْ يحُلَّ محلّ الفاعل بعد المفعول به، سواء كان ذلك المصدر ظاهراً أم مضمراً، وهذا هو مذهب سيبويه وابن درستويه. ويُقصد بالمصدر المضمر، أي غير الظاهر الذي يقصده المتكلِّم ولكن لا ينطق به في الكلام، مثل: ﴿وَجِيءَ يَوْمَئِذٍ بِجَهَنَّمَ يَوْمَئِذٍ يَتَذَكَّرُ الْإِنْسَانُ وَأَنَّى لَهُ الذِّكْرَى ۝٢٣﴾ [الفجر:23] فالفعل «جِيءَ» فعل لازم، وبما أنَّه لم يكن هناك أي مفعول به لينوب عن الفاعل، إذاً فالمصدر هو الأولى بأنّ يحُلَّ محل الفاعل، وإذا كان المصدر ليس ظاهراً - كما هو في الآية السابقة - فيقدَّر باعتباره مضمر، فيقال بأن المصدر المقدّر «مجيء» ناب عن الفاعل المحذوف، فتكون الآية بعد تقدير المصدر المضمر: «وَجِيءَ يَوْمَئِذٍ بِجَهَنَّمَ مَجِيْءٌ». ويمكن القول بأنَّ من يأخذ هذا الرأي ينفي إمكانية أنّ يحُلّ محلّ الفاعل غير المفعول به والمصدر الظاهر أو المضمر، فينوب المفعول به في الأفعال المتعدّية وينوب المصدر في الأفعال اللازمة. إلّا أنَّ ابن جني يجيز أنَّ يحُلَّ المصدر المضمر المعهود محلَّ الفاعل، وفي الوقت نفسه يجيز أيضاً أنْ ينوب حرف الجر عن الفاعل المحذوف، فالرأيان عنده متساويان وللمتكلِّم الحرية في اختيار أيٍّ منهما. ففي الآية السابقة هو يجيز إنابة المصدر المضمر «مجيء»، وأيضاً يجيز أن يحلَّ حرف الجر «بِ» محلَّ الفاعل المحذوف.

## تبعية الفعل لنائب الفاعل
جميع الأحكام المتعلقة بمطابقة الفعل للفاعل من حيث العدد والنوع تنطبق أيضاً على مطابقة الفعل لنائب الفاعل. فإذا كان الفاعل أو نائب الفاعل مؤنثاً لُحق بالفعل علامة التأنيث، وتختلف حالة تأنيث الفعل من الجواز إلى الوجوب باختلاف تأنيث الفاعل أو نائب الفاعل من حيث كون تأنيثهما حقيقياً أو غيره. وإذا كان نائب الفاعل مؤنثاً مجروراً بحرف جر زائد، فلا يؤنث الفعل تبعية له. فلا يقال: «جيئت بفاطمة». أما من ناحية العدد، فإذا كان نائب الفاعل مثنى أو جمع مذكر سالم أو جمع تكسير فيظل الفعل كما هو مع المفرد.
تلحق علامة التأنيث بالفعل إذا كان نائب الفاعل مؤنثاً، وهذه العلامة هي تاء التأنيث في حالة إذا كان الفعل ماضياً فتلحق بآخره مثل: «حُرِقَتْ الشجرة»، وتاء المضارعة المتحركة ما إذا كان الفعل فعلاً مضارعاً فتلحق بأوله مثل: «الحرب تهَدِّدُ الحياة». ولتأنيث الفعل مع نائب الفاعل حالتان يكون فيها واجباً وحالات يكون فيها جائزاً. ويُوجَب تأنيث الفعل تبعيةً لنائب الفاعل إذا كان النائب اسماً ظاهراً ومؤنثاً حقيقياً ولم يفصل بينه وبين الفعل أيّ فاصل، مثل: «عُرِفَتْ الأمُّ بحنانها». ويكون تأنيث الفعل واجباً أيضاً إذا كان نائب الفاعل ضميراً مستتراً عائداً على مؤنث حقيقي أو مجازي، مثل: «الرصاصةُ أُطْلِقَتْ». هناك حالات آخرى يؤنث فيها الفعل مطابقة لنائب الفاعل جوازاً، فبالإمكان تأنيث الفعل وبالإمكان عدم تأنيثه. مثل أن يفصل بين نائب الفاعل والفعل فاصل ما، مثل «لُقِّبَتْ بالزهراء فاطمة» فبالإمكان القول «لُقِّبَ بالزهراء فاطمة». وكذلك يؤنث الفعل جوازاً إذا كان نائب الفاعل اسماً ظاهراً مجازي التأنيث. ويؤنث جوازاً عندما يكون نائب الفاعل جمع تكسير.

## التماثل بين الفاعل ونائبه
يشترك الفاعل ونائب الفاعل في أحكام عديدة، حيث تجري جميع أحكام الفاعل والفعل المبني للمعلوم على نائب الفاعل والفعل المبني للمجهول. ويؤدّي نائب الفاعل وظيفة الفاعل كركن من أركان الجملة الفعلية. وهذه التشابه دفع بعض النحاة مثل: عبد القاهر الجرجاني، الزمخشري، ابن يعيش، مهدي المخزومي، إبراهيم مصطفى إلى عدم التفريق بينهما. ومن الجوانب المشتركة بين الفاعل ونائبه الآتي:
- الرفع
- وجوب تأخير نائب الفاعل عن الفعل المتصرف أو شبهه.[ملاحظة:5]
- إفراد الفعل عندما يكون النائب مثنى أو جمعاً.
- تبعية الفعل لنائب الفاعل فيما يتعلّقُ بالتأنيث.
- عدم جواز حذف نائب الفاعل إلا إذا دلَّ عليه دليل.
- إغناء نائب الفاعل عن الخبر في بعض الحالات
- يشتركان في إسناد الفعل إليهما.

ويكمن التشابه بين الفاعل ونائب الفاعل في الأوجه السابقة إلّا أن هذا التشابه لا يمتدُّ إلى المعنى، فنائب الفاعل - سواء كان مفعولاً به أو مصدراً أو غيره مما يحلُّ محلَّ الفاعل - لا يقوم بالفعل بدلاً من الفاعل المحذوف، فالمفعول به حتى وإن أُسنِدَ إليه الفعل وناب عن الفاعل فيظلُّ مفعولاً به في المعنى ولا يمكن أن يصبح فاعلاً. فلو قلنا: «أُنْجِزَ العَمَلُ» أو «أَنْجَزَ العَاْمِلُ العملَ»، فلفظ «العمل» يؤدّي نفس الوظيفة في كلٍ من الجملتين السابقتين باعتباره ما يقع عليه الفعل، حتى وإنْ اختلف الموقع الإعرابي للفظ الأول عن الآخر. فعندما ينوب المفعول به عن الفاعل المحذوف لا يعني هذا أن المفعول به «العمل» قد أصبح يقوم بالفعل بدلاً من الفاعل «العامل» في الجملة السابقة. وهذا لا يمنع من وجود نوع من التداخل في المعنى بين الفاعل ونائبه، ففي الجملة: «ماتَ زَيْدٌ» الفاعل هو «زَيْدٌ» ولكنّه مفعول في المعنى، إذْ أنَّ زيداً لم يحدث الموت ولكنّ الموت وقع به.
هناك من يزعم بأنَّ جملة نائب الفاعل المبنية إلى المجهول تختلف كلّ الاختلاف عن جملة الفاعل المبنية إلى المعلوم، سواء كان هذا الاختلاف في المعنى أو في الاستعمال، بمعنى أنَّ الأحكام المتعلَّقة بالفاعل ليست بالضرورة أصل الأحكام المتعلقة بنائب الفاعل، أو أنَّ نائب الفاعل ليس بالضرورة لفظاً بديلاً عن الفاعل، فكلٌّ منهما يختلف عن الآخر. بينما استقرَّ النحاة على أن جملة نائب الفاعل أصلها جملة الفاعل بعد بنائها إلى المجهول وحذف الفاعل لغرض من الأغراض.

## مسائل خلافية

### إنابة غير المفعول به مع تواجده
أجمع النحاة باختلاف مذاهبهم وآرائهم على إعطاء المفعول به أولوية الإنابة عن الفاعل المحذوف بغير منازع، وذهب فريق منهم إلى منع إنابة غير المفعول به مع تواجد المفعول به في الجملة، وأجاز فريق آخر هذا الأمر. ويذهب جمهور نحاة البصرة إلى المنع، ما عدا في المصدر حيث جوَّز بعضهم إنابته، بينما يجيز نحاة آخرون - من المدرسة الكوفية بشكل عام - أن يحلّ غير المفعول به محلّ الفاعل حتى مع وجود المفعول به في الجملة، ويُنسب هذا الرأي إلى الفراء والكسائي، ووفقاً لمصادر أخرى إلى الفراء وحده، ويدعمون آرائهم بأدلّة منها قراءة أبي جعفر: «لِيُجْزَىْ قَوْمَاً بِمَاْ كَاْنُوْا يَكْسَبُوْن» حيث بُنِيَ الفعل إلى المجهول ومع ذلك ظلَّ المفعول به «قَوْمَاً» على حاله من النصب، وناب عن الفاعل الجار والمجرور «بِمَا».[ملاحظة:6] ويكتب رضي الدين الاستراباذي أنَّ هناك بعض النحاة المتأخرين من وافق نحاة الكوفة فيما ذهبوا إليه، وكان ابن مالك يجيز هذه المسألة، أمَّا الأخفش فهو يقول بالإجازة بشرط أن يتأخَّر المفعول به في اللفظ.
ويذهب نحاة غيرهم إلى القول بأولوية الأهم في الجملة ليحل محل الفاعل سواء كان مفعولاً به أو غيره وبغض النظر عن موقعه في الجملة سواء كان متقدماً على البقية أم متأخراً، ويُقصَدُ بالأهم أي ما يقع عليه اهتمام المتكلِّم وما هو أنسب وأهم في إيضاح المعنى وإبرازه، فعلى سبيل المثال إذا كان القصد من الحديث زمان أو مكان وقوع الفعل حلَّ ظرف الزمان أو المكان محلّ الفاعل، وإذا كان الاهتمام ينصَبُّ على الاسم المجرور حلَّ هو محلّ الفاعل، والأمر نفسه ينطبق على المصدر. فإذا قيل: «سرق اللصُّ الحقيبةَ أمام جمع من المشاهدين» عند بناء هذه الجملة إلى المجهول، الأرجح أن ينوب ظرف المكان عن الفاعل، لأنَّ ما لفت انتباه المتكلِّم هو أنَّ السرقة حدثت علناً أمام جمع من الناس، فأولوية الإنابة تتعلق في نهاية الأمر باختيار المتكلّم.
يرى بعض نحاة البصرة أن المصدر - وفقط المصدر - يمكن أن ينوب عن الفاعل المحذوف حتى مع وجود المفعول به، ويستشهدون بعدد من الشواهد الفصيحة يأتي فيها المفعول به منصوباً بعد بناء الفعل إلى المجهول، ولا يوجد في الجملة ما ينوب عن الفاعل غير المصدر المضمر، مثل قراءة حفص عن عاصم للآية: «وَكَذلِكَ نُجِّيَ المُؤمِنِينَ» حيث نائب الفاعل هو المصدر المضمر «نَجَاءٌ»، وتقدير الآية بعد إظهار المصدر: «وَكَذلِكَ نُجِّيَ نَجَاءٌ المُؤمِنِينَ» ويلاحظ أنَّ المصدر المضمر ناب عن الفاعل مع بقاء «المُؤمِنِينَ» منصوباً على المفعولية. وتفسير ذلك لدى النحاة، هو أنَّ الفعل يصل إلى المصدر بنفسه، حيث يتضمن المصدر كل حروف الفعل الأصلية، فهو بذلك يشابه المفعول عندما يصل إليه الفعل ويعمل على نصبه، ويساويه في ملائمة الدور كنائب فاعل. ويُردُّ هذا الرأي عند فريق من النحاة، باعتبار أنَّ المصدر المأخوذ من الفعل سيساوي الفعل في الدلالة، ولا يمكن أن ينوب عن الفاعل، لأنَّه عندها لن يفيد شيئاً غير توكيد معنى الفعل، والفاعل له معنى غير هذا.
يرفع الاسم المنسوب، وهو الاسم الملحق به ياء مشددة مكسور ما قبلها للدلالة على النسبة، يرفع

### وقوع الجملة محل الفاعل
يزعم البعض أنَّ بإمكان الجملة، سواء أكانت اسمية أو فعلية، أن تنوب عن الفاعل المحذوف. مثل: «أُشيع أنَّ شخصاً صادق» فالجملة الأسمية من أنّ واسمها وخبرها في محلِّ رفع نائب فاعل، وأيضاً: «قيل ادرسوا كثيراً» ونائب الفاعل هنا هو الجملة الفعلية «ادرسوا». والجمل المحكية بالقول يجوز إنابتها عن الفاعل المحذوف، لأنها تعامل وكأنها اسم مفرد، ولها من الشواهد الكثير، مثل الآية الحاديةَ عشر من سورة البقرة: ﴿وَإِذَا قِيلَ لَهُمْ لَا تُفْسِدُوا فِي الْأَرْضِ قَالُوا إِنَّمَا نَحْنُ مُصْلِحُونَ ۝١١﴾ [البقرة:11] فالجملة الفعلية «لاَ تُفْسِدُواْ» في محلِّ رفع نائب فاعل بضمة مقدرة منع من ظهورها الحكاية. ومثل الجملة المحكيّة فهناك أيضاً الجملة المؤولة بالمفرد، مثل: «عُرِفَ كيف جئت» أي «عُرِفَ كيفية مجيئك». ولا يُختَلف حول صحة إنابة الجمل المحكية بالقول والمؤولة بالمفرد، وذلك لأنَّ عملها ووظيفتها في الجملة ليس في تنوع تراكيبها اللغوية، بل في وحدة هذه التراكيب الثانوية ومعاملتها كلفظ واحد، ولكن الخلاف يكمن فيما إذا صحَّ إنابة كل تركيب في الجملة على حدة عن الفاعل المحذوف. ويُنسب إلى الكوفيين عامة إجازتهم لوقوع الجملة في محلّ فاعل أو نائب فاعل، إلّا أنَّ آخرين جعلوا الأمر خلافياً بينهم، فبينما يجيز ذلك ابن هشام وثعلب وجماعة من النحاة الكوفيين في جميع الحالات، فإنَّ الفرَّاء وجماعة أخرى يجيزونه بشرط أن يكون العامل فعلاً قلبياً. ويستدلُّ من يجيز إنابة الجملة عن الفاعل المحذوف بالآية: ﴿ثُمَّ بَدَا لَهُمْ مِنْ بَعْدِ مَا رَأَوُا الْآيَاتِ لَيَسْجُنُنَّهُ حَتَّى حِينٍ ۝٣٥﴾ [يوسف:35] والفاعل في الآية هو «لَيَسْجُنُنَّهُ»، فيستدلُّون من وقوع الفاعل جملة إمكانية أن يكون نائب الفاعل جملة أيضاً.

### بناء الفعل اللازم إلى المجهول
الفعل اللازم هو الفعل الذي لا يتعدّى إلى المفعول به، ويختلف النحاة في جواز إنابته إلى المجهول، لعدم وجود المفعول به حتى ينوب عن الفاعل المحذوف. وقد ذهب عدد من نحاة البصرة والكوفة إلى منع إنابته إلى المجهول، ومنهم ابن السراج وابن النحاس. بينما أجاز ذلك سيبويه وابن درستويه إلّا أنَّ نائب الفاعل عندهما في هذه الحالة هو مصدر مضمر معهود وليس جاراً ومجروراً أو غيرهما. وفي كتابه «الجمل» ينفي الزجاجي إمكانية أن يُبنى الفعل اللازم إلى المجهول، إلّا أن السيوطي نقل عنه جواز ذلك. والرأيان عند ابن جني متساويان، فهو يجيز أن ينوب حرف الجر عن الفاعل، ولا يمنع كذلك من إنابة المصدر المضمر، وفي قول آخر منسوب له يناقض رأيه هذا ويمنع بناء الفعل اللازم إلى المجهول أو فقط يصرح بشذوذه.

### الخلاف حول «انْفَعَلَ»
يذهب بعض النحاة إلى أنَّ معنى الصيغتين «فُعِلَ» (صيغة الفعل المبني إلى المجهول) و«انْفَعَلَ» واحد، أي أنَّ لا فرق في المعنى بين «كُتِبَ» و«انْكَتَبَ»، فالكتاب في قولنا: «كُتِبَ الكِتَابُ»، يؤدي نفس الوظيفة إذا قلنا: «انْكَتَبَ الكِتَابُ». فيستخلص بعض النحاة من هذا التشابه تساوي المواقع الإعرابية بين «الكِتَابُ» في الجملة الأولى والثانية، بينما هو حسب التقليد النحوي في الأولى نائب فاعل وفي الثانية فاعل. ومن هنا ظهر الخلاف، إذ يدعو فريق من النحاة إلى اعتبار كلتا الكلمتين فاعلاً أو كلتيهما نائب فاعل. وهو ما لم يتقبله أغلبية النحاة، باعتبار أنَّ هناك اختلاف في المعنى بين الصيغتين، فإذا قلنا: «كُسِرَتْ الزجاجة» أو «انْكَسَرَتْ الزجاجة» فالجملة الأولى توحي بأنَّ هناك من قام بالفعل وتدخَّل وكسر الزجاجة، وهو فاعل خفيّ غير جليّ (محذوف) لكنَّ آثاره ظاهرة معلومة. وعلى العكس في الجملة الثانية فإنَّ الفعل المسند إلى الزجاجة يبدو وكأنَّه حدث تلقائياً من ذات الزجاجة وبدون تدخّل من آخر، فتكون الزجاجة فاعلاً وليست نائب فاعل. ويُلاحَظ في اللهجات العربية الحديثة الاستعاضة بصيغة المطاوعة «انْفَعَلَ» عن صيغة الفعل المبني للمجهول، التي تكاد تكون منعدمة بالكامل، مع إجراء بعض التغييرات وإبدال حرف التاء محل النون في بعض الحالات.

### إقامة التمييز
اختلف النحاة في حكم إقامة التمييز مقام نائب الفاعل، مثل: «امتلأت الدار رجالاً» فتصير الجملة بعد البناء إلى المجهول «أُمْتُلِئَ رجالٌ». فبينما يرفض معظم البصريين الأمر برمته، يختلف الكوفيون حوله، حيث أجازه الكسائي وابن هشام، ومنعه الفراء.

### هوامش
1. 1 2  عبد الله النقراط، ص. 76
2. ↑  سليمان فياض، ص. 110
3. ↑  الدروس النحوية، ص. 121
4. ↑  أحمد الهاشمي، ص. 140
5. ↑  فؤاد نعمة، ص. 48-5ف0
6. ↑  النحو الأساسي، ص. 439
7. ↑  الدروس النحوية، ص. 39
8. 1 2 3  عبد الله النقراط، ص. 78
9. 1 2 3  عبد الله النقراط، ص. 79
10. ↑  فؤاد نعمة، ص. 49
11. ↑  سعيد الأفغاني، ص. 52
12. 1 2 3 4 5  محمد أبو العباس، ص. 66
13. ↑  سعيد الأفغاني، ص. 193
14. ↑  الدروس النحوية، ص. 235
15. ↑  النحو الأساسي، ص. 438
16. 1 2 3 4 5  عباس حسن، ج. 2، ص. 97
17. 1 2  كاملة الكواري، ص. 267
18. ↑  مجيد الشمري، ص. 4
19. ↑  علي مطر، ص. 330-331
20. ↑  عوض القوزي، ص. 143-144
21. ↑  عزيزة بابتي، ص. 789
22. ↑  علي مطر، ص. 332-333
23. ↑  فاضل السامرائي (الدراسات عند الزمخشري)، ص. 347
24. ↑  إبراهيم مصطفى، ص. 54
25. 1 2  يوسف الصيداوي، ص. 363
26. ↑  عباس حسن، ج. 2، ص. 107
27. ↑  جلال الدين السيوطي، ج. 2، ص. 163
28. ↑  عباس حسن، ج. 2، ص. 109
29. ↑  مصطفى الغلاييني، ج. 3، ص. 282
30. ↑  محمد الحلواني، ص. 174
31. ↑  مصطفى الغلاييني، ج. 3، ص. 280
32. ↑  محمد النادري، ص. 136
33. ↑  محمد الحلواني، ص. 169
34. ↑  محمد النادري، ص. 158-160
35. 1 2  محمد النادري، ص. 297
36. ↑  ملاذ زليخة، ص. 264-266
37. ↑  عباس حسن، ج. 2، ص. 110
38. ↑  عباس حسن، ج. 2، ص. 98-101
39. 1 2 3  عبد الهادي الفضلي، ص. 116
40. ↑  محمد عيد، ص. 415
41. 1 2  فؤاد نعمة، ص. 48
42. 1 2  رضي الدين الأستراباذي، ص. 239
43. 1 2 3  محمد النادري، ص. 506
44. ↑  محمد عيد، ص. 415-416
45. 1 2 3  عباس حسن، ج. 2، ص. 102
46. ↑  محمد عيد، 416
47. ↑  عباس حسن، ج. 2، ص. 101-102
48. ↑  عباس حسن، ج. 2، ص. 106
49. ↑  محمد النادري، ص. 507
50. ↑  عباس حسن، ج. 2، ص. 105
51. ↑  عباس حسن، ج. 2، ص. 99
52. ↑  أحمد الهاشمي، ص. 121
53. ↑  جرجي عطيه، ص. 210
54. 1 2  محمود عمار، ص. 243
55. ↑  محمد الحلواني، ص. 197
56. 1 2  محمد عيد، ص. 411
57. ↑  عبد الرحمن الأنباري، ص. 64
58. ↑  جرجي عطية، ص. 210
59. ↑  محمد عيد، ص. 411-412
60. ↑  فاضل السامرائي (معاني النحو)، ج. 2، ص. 62-68
61. ↑  كاملة الكواري، ص. 268
62. ↑  سليمان الفياض، 110
63. 1 2  شوقي المعري، ص. 146
64. ↑  عباس حسن، ج. 2، ص. 123
65. ↑  كاملة الكواري، ص. 269
66. 1 2 3  سعيد الأفغاني، ص. 194
67. 1 2  محمد عيد، ص. 414
68. ↑  جرجي عطيه، ص. 210-211
69. ↑  محمد الحلواني، ص. 197-198
70. 1 2 3  أبو البقاء العكبري، ص. 185
71. ↑  أبو البقاء العكبري، ص. 182-183
72. ↑  يوسف الصيداوي، ص. 365
73. ↑  سعيد الأفغاني، ص. 54
74. ↑  أحمد الهاشمي، ص. 121-122
75. ↑  عباس حسن، ج. 2، ص. 111
76. 1 2  عبد الرحمن الأنباري، ص. 66
77. 1 2  عباس حسن، ج. 2، ص. 112
78. 1 2 3 4  جرجي عطيه، ص. 211
79. ↑  فاضل السامرائي (معاني النحو)، ج. 2، ص. 69
80. ↑  حمدي الجبالي، ص. 243
81. 1 2  فاضل السامرائي (معاني النحو)، ج. 2، ص. 70
82. ↑  أبو البقاء العكبري، ص. 183-184
83. 1 2  عباس حسن، ج. 2، ص. 113
84. ↑  جلال الدين السيوطي، ج. 2، ص. 373
85. 1 2 3 4  عبد الهادي الفضلي، ص. 117
86. 1 2  محمد النادري، ص. 504
87. 1 2 3  أحمد الهاشمي، ص. 122
88. 1 2 3  جرجي عطيه، ص. 212
89. 1 2  محمد الحلواني، ص. 200
90. ↑  عباس حسن، ج. 2، ص. 114
91. 1 2 3  محمد النادري، ص. 505
92. ↑  يوسف الصيداوي، ص. 1016
93. ↑  شوقي المعري، ص. 145
94. 1 2  عباس حسن، ج. 2، ص. 118
95. ↑  عبد الله النقاط، ص. 78
96. ↑  يوسف الصيداوي، ص. 1006-1008، ص. 1016
97. ↑  جلال الدين السيوطي، ج. 2، ص. 164
98. ↑  أحمد الهاشمي، ص. 23
99. ↑  عباس حسن، ج. 2، ص. 117
100. ↑  جلال الدين السيوطي، ج. 2، ص. 374-375
101. ↑  يوسف الصيدوي، ص. 1004-1006
102. ↑  عباس حسن، ج. 2، ص. 115-116
103. ↑  يوسف الصيداوي، ص. 1009-1010
104. 1 2  يوسف الصيداوي، ص. 1013
105. ↑  محمد أبو العباس، ص. 67
106. ↑  عبد الرحمن الأنباري، ص. 69
107. ↑  فاضل السامرائي (معاني النحو)، ج. 2، ص. 71
108. ↑  يوسف الصيداوي، ص. 364-365، ص. 1006
109. ↑  زمن الجمالي، ص. 76-77
110. ↑  سعيد الأفغاني، ص. 195
111. 1 2  عبد الله النقراط، ص. 80
112. ↑  سليمان فياض، ص. 111-112
113. ↑  فؤاد نعمة، ص. 50
114. ↑  أحمد الهاشمي، ص. 120-121
115. ↑  عباس حسن، ج. 2، ص. 97-98
116. 1 2 3 4  حمدي الجبالي، ص. 242
117. ↑  أبو البقاء العكبري، ص. 182 (هامش المحقق)
118. ↑  حمدي الجبالي، ص. 241
119. ↑  زمن الجمالي، ص. 75-77
120. ↑  فاضل السامرائي (معاني النحو)، ج. 2، ص. 73
121. ↑  شوقي ضيف، ص. 38-40
122. ↑  حمدي الجبالي، ص. 242-243
123. ↑  أنطوان الدحداح، ص. 29
124. ↑  عباس حسن، ج. 2، ص. 108-109
125. ↑  محمد عيد، ص. 417
126. ↑  كاملة الكواري، ص. 272
127. ↑  فاضل السامرائي (معاني النحو)، ج. 2، ص. 45
128. ↑  عباس حسن، ج. 2، ص. 97 (هامش 5)
129. ↑  عبد القادر البغدادي، ج. 1، ص. 118
130. ↑  محمد عيد، ص. 414-415
131. ↑  محمد الحلواني، ص. 199